# 4e cérémonie des Austin Film Critics Association Awards
La 4e cérémonie des Austin Film Critics Association Awards, décernés par la Austin Film Critics Association, a eu lieu le 16 décembre 2008, et a récompensé les films réalisés l'année précédente.

## Palmarès

### Top 10
1. The Dark Knight : Le Chevalier noir (The Dark Knight)
2. Slumdog Millionaire
3. Harvey Milk (Milk)
4. Synecdoche, New York
5. L'Étrange Histoire de Benjamin Button (The Curious Case of Benjamin Button)
6. The Wrestler
7. WALL-E
8. Frost/Nixon
9. Morse (Låt den rätte komma in)
10. Gran Torino

### Catégories
- Meilleur film :
  - The Dark Knight : Le Chevalier noir (The Dark Knight)
- Meilleur réalisateur :
  - Christopher Nolan – The Dark Knight : Le Chevalier noir (The Dark Knight)
- Meilleur acteur :
  - Sean Penn pour le rôle de Harvey Milk dans Harvey Milk (Milk)
- Meilleure actrice :
  - Anne Hathaway pour le rôle de Kym dans Rachel se marie (Rachel Getting Married)
- Meilleur acteur dans un second rôle :
  - Heath Ledger pour le rôle du Joker dans The Dark Knight : Le Chevalier noir (The Dark Knight)
- Meilleure actrice dans un second rôle :
  - Taraji P. Henson pour le rôle de Queenie dans L'Étrange Histoire de Benjamin Button (The Curious Case of Benjamin Button)
- Révélation de l'année :
  - Danny McBride – Délire Express (Pineapple Express), The Foot Fist Way, Tonnerre sous les tropiques (Tropic Thunder)
- Meilleur premier film :
  - Nacho Vigalondo – Timecrimes (Los Cronocrímenes)
- Meilleur scénario original :
  - Synecdoche, New York – Charlie Kaufman
- Meilleur scénario adapté :
  - The Dark Knight : Le Chevalier noir (The Dark Knight) – Jonathan Nolan et Christopher Nolan
- Meilleure photographie :
  - The Fall – Colin Watkinson
- Meilleure musique de film :
  - The Dark Knight : Le Chevalier noir (The Dark Knight) – James Newton Howard et Hans Zimmerman
- Meilleur film en langue étrangère :
  - Morse (Låt den rätte komma in) •  Suède
- Meilleur film d'animation :
  - WALL-E
- Meilleur film documentaire :
  - Le Funambule  (Man on Wire)
- Austin Film Award :
  - Crawford – David Modigliani